# Saint-Prix (Allier)
Saint-Prix – miejscowość i gmina we Francji, w regionie Owernia-Rodan-Alpy, w departamencie Allier.

## Demografia
Według danych na rok 1990 gminę zamieszkiwało 840 osób, a gęstość zaludnienia wynosiła 39 osób/km². W styczniu 2015 r. Saint-Prix zamieszkiwało 798 osób, przy gęstości zaludnienia wynoszącej 37 osób/km².